# Tulin
Tulin (ukr. Тулин, Tułyn) – wieś na Ukrainie, w obwodzie tarnopolskim, w rejonie czortkowskim, w hromadzie Borszczów. W 2001 roku liczyła 222 mieszkańców.
We wsi znajduje się murowana cerkiew Trójcy Przenajświętszej z lat 90. XX wieku.